# آری امانوئل
آری امانوئل (انگلیسی: Ari Emanuel؛ زادهٔ ۲۹ مارس ۱۹۶۱) مدیرعامل ویلیام موریس اندوور، آژانس سرگرمی، رسانه‌ای و تجار اهل آمریکا است. او شریک مؤسس آژانس استعدادهای درخشان بود و در شکل‌گیری و ادغامش در ژوئن ۲۰۰۹ با آژانس ویلیام موریس نقش مهمی ایفا کرد.

## زندگی‌نامه
امانوئل در یک خانواده یهودی در شیکاگو، ایلینوی متولد شد و در حومه ویلمت، ایلینوی، بزرگ شد. امانوئل برادر رئیس پیشین ستاد کارکنان کاخ سفید و شهردار فعلی شیکاگو رام امانوئل است، ازِکیل جی امانوئل، متخصص در مؤسسه ملی سلامت و خواهر خوانده اش شوشانا امانوئل است. پدر او، دکتر بنیامین ام امانوئل متولد اورشلیم، متخصص اطفال است که در ایرگون فعال بوده‌است، ایرگون یا سازمان نظامی ملی در سرزمین اسرائیل یک گروه ستیزه‌جوی صهیونیستی سخت سر است که به دلیل فعالیت‌های خود در زمان قیمومت بریتانیا بر فلسطین در دهه‌های ۱۹۳۰ و ۱۹۴۰ به عنوان سازمان تروریستی توسط مقامات بریتانیایی لیست گذاری شد، آژانس یهودی و کنگره صهیونیست نیز لیست گذاری شدند. مادرش، مارشا امانوئل (به نام اسمولویتز)، فعال حقوق مدنی و مالک یک باشگاه راک اند رول منطقه شیکاگو بود. به عنوان یک کودک، آری تشخیص داده شد که از بیماری اختلال کم‌توجهی - بیش‌فعالیو خوانش‌پریشی رنج می‌برد، و مادرش ساعت‌های زیادی را صرف آموزش خواندن به وی می‌کرد. او فارغ‌التحصیل دبیرستان نیتریر و کالج مکالستر در سینت پل، مینه‌سوتا است، جایی که او هم اتاقی کارگردان پیتر برگ بود.
امانوئل سه پسر به نامهای، عزرا، نوح و لئو دارد.

## شغل
او فعالیت حرفه‌ای هنری خود را به عنوان یک کارگردان کارآموز در آژانس هنرمندان خلاق آغاز کرد. امانوئل به عنوان «مغول هالیوود قرن بیست و یکم» و «بازیکن برجسته قدرت» در هالیوود توصیف شده‌است.
امانوئل و مدیر عامل شرکت ویلیام موریس اندور پاتریکوایتسل به عنوان «بازنویسی اسکریپت هالیوود» شناخته شده‌است، و هر دو آنها به لیست کسب و کار فرچون (مجله) سال نامگذاری شده‌است. در مقاله‌ای در ماه مه ۲۰۱۳ در مورد امانوئل، فورچون به نام او «یکی از بزرگترین عوامل در کسب و کار سرگرمی نام برد».
روابط امانوئل با مشتریانش، همراه با رشد و شکوفایی او در صنعت، منجر به تقدیر و تقدیس‌های مختلف از او در طول سالها شده‌است، از جمله استیوی گرانت که شخصیت باب ادنکیرک در نمایش لری سندرز و اری گولد بود که توسط جرمی پیون در تلویزیون نشان می‌دهد.

## حمایت عمومی
امانوئل در ژوئیه ۲۰۰۶ هنگامیکه در بازداشت بود خواهان لیست گذاری مل گیبسون شد و توجه رسانه‌های گسترده‌ای را به خود جلب کرد، زیرا او مل گیبسون اظهاراتی را علیه یهودیان ابراز داشته بود. امانوئل نوشت: «مردم در جامعه سرگرمی، چه یهودی و چه غیر یهودی، باید نشان دهند که آنها درک می‌کنند که چقدر در این مورد با خطر مواجه می‌شوند.»
نام امانوئل در ۱۷ اوت ۲۰۰۶ در لس آنجلس تایمز اعلام کرد که حماس و حزب‌الله را محکوم کرده و از اسرائیل در جنگ سال ۲۰۰۶ اسرائیل و لبنان حمایت می‌کند. امانوئل میزبان جمع‌آوری کمک‌های مالی برای حزب دموکرات است.

## مخالفت
یک پرونده صادر شده در آوریل ۲۰۰۲ توسط عامل ساندرا اپستین علیه آژانس اندیوور اتهامات توسط اپستین و دیگر کارکنان اندیوور را علیه امانوئل مطرح کرد. دعاهای اپستین با پرداخت ۲٫۲۵ میلیون دلار حل شد.
در مارس ۲۰۱۳، فاش شد که امانوئل با مصاحبه‌ای که بری ویلیامز از وی و دو برادرش انجام شد ناراضی بود. براساس گزارش نیویورک پست، امانوئل از لحن «تهاجمی» مصاحبه راضی نبود.

## بشردوستی هنری
امانوئل در گذشته در هیئت امناء سازمان پی اس آرتس که یک سازمان غیرانتفاعی در لس آنجلس، کالیفرنیا است فعالیت می‌کرد تا برنامه‌های آموزشی هنری را به مدارس جنوب کالیفرنیا ارائه دهد. او همچنین به موزه هنر معاصر لس آنجلس کمک کرده‌است. در سال ۲۰۱۲، او به هیئت موزه پیوست.